# Museo de la Mujer Henriette Bathily
El Museo de la Mujer Henriette Bathily es un museo y galería de arte fundado el 17 de junio de 1994 por la decana del periodismo senegalés Annette Mbaye d'Erneville en reconocimiento de la historia de las mujeres y la sociedad tradicional de Senegal y de África así como espacio de reivindicación por la igualdad de derechos entre hombres y mujeres. El museo cuenta con una colección permanente y realiza exposiciones temporales mostrando el trabajo de artistas senegalesas y africanas. Desde 2015 su sede está en Dakar ocupando uno de los dos panteones de la Place du Souvenir africaine et la diaspora en la cornisa oeste de Dakar. De 1994 hasta 2014 el museo estuvo ubicado en la isla de Gorea, frente a la Casa de los Esclavos siendo transferido a Dakar y reinaugurado en 2015 tras dos años de cierre. En la actualidad la directora ejecutiva del museo es Awa Cheikh Diouf. Este museo fue el primer museo para mujeres en África, seguido poco después por el Museo de la Mujer Muso Kunda en Malí (1995) y fue también el primer museo privado creado en Senegal. En la actualidad se mantiene como museo privado bajo la tutela del Ministerio de Cultura y Comunicación y del Ministerio de la Mujer, de la Familia y la Infancia de Senegal.

## Historia
El museo fue inaugurado el 14 de junio de 1994 en la isla de Gorea. Fue impulsado por el Consortium de Communications Audiovisuelles en Afrique (C.C.A.) dirigido por la periodista Annette Mbaye d’Erneville con el apoyo de Adama Cissé Wellé y Ousmane William Mbaye. Fue un proyecto que tardó diez años en madurar hasta hacerse realidad.

### Reyane Henriette Bathily
El museo lleva el nombre de Reyane Henriette Bathily conocida por su trabajo en radio y televisión. Fue la primera mujer senegalesa en realizar estudios en Francia, en 1947. Ella misma también artista, fue la primera mujer en estar al frente de Les Ballets Africains de Fodéba Keïta. También fue directora de programas en la radio senegalesa. Era además de una persona próxima a Annette Mbaye d'Erneville quien fundó el museo con su nombre una década después de su muerte y fue su directora.

### Sede

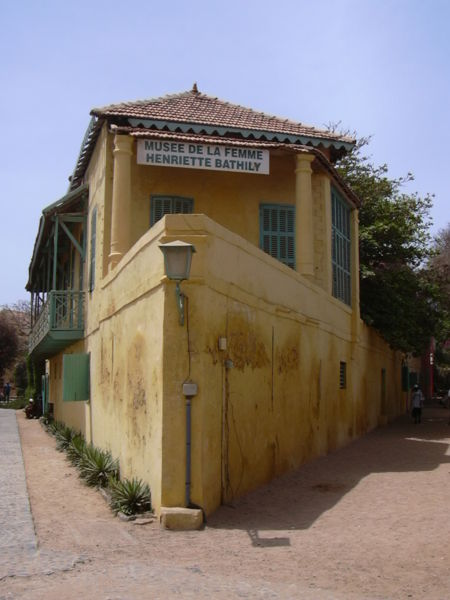
Edificio que ubicó el museo de 1994 hasta 2014, casa de Victoria Albis en la isla de Gorea

Inicialmente el museo fue creado en la isla de Gorea y estaba ubicado en la mansión colonial construida en 1777 propiedad de la signare Victoria Albis. Hasta 1992 perteneció a la familia Angrand, en particular a Armand-Pierre Angrand, descendiente de Albis, escritor, alcalde de Gorea y primer alcalde de Dakar en 1936. 
La casa fue anteriormente un tribunal y posteriormente Museo del Instituto Básico de África Negra que tuvo éxito en 1966 en el Instituto Francés de África Negra . El museo servía también a modo de "casa de la mujer" donde desde un primer momento se organizaron actividades de formación para las mujeres.

### Traslado a Dakar
Tras dos años de cierre, el museo de la mujer fue trasladado a Dakar en 2015, en uno de los dos pabellones de la Place du Souvenir africain donde se encuentra también el Museo Histórico de Senegal.

## El museo
El museo tiene una colección permanente en la que se muestran objetos y prácticas tradicionales en los pueblos wolof, sérère, diola, peulh, manjaco y mandinga. Además organiza exposiciones temporales con artistas senegalesas y africanas. También ofrecer espacios para reuniones y talleres en apoyo a la emancipación de las mujeres. 
Durante su primera época en la isla de Gorea el museo organizó numerosos cursos de capacitación en la que participaron muchas mujeres de la isla que residían en los suburbios de Dakar además de las alumnas del internado femenino de Gorea. En 2005 mientras se iniciaban las negociaciones para un tratado de paz en el conflicto separatista de Casamance para discutir las contribuciones y el papel de las mujeres para mantener la paz en Senegal.
En el año 2000 el museo se asoció con el Museo de Mujeres Evelyn Ortner de Merano para organizar conjuntamente una reunión internacional. 

## Colecciones
Encontramos objetos cotidianos, herramientas agrícolas, instrumentos musicales, cerámica, cestería, así como  

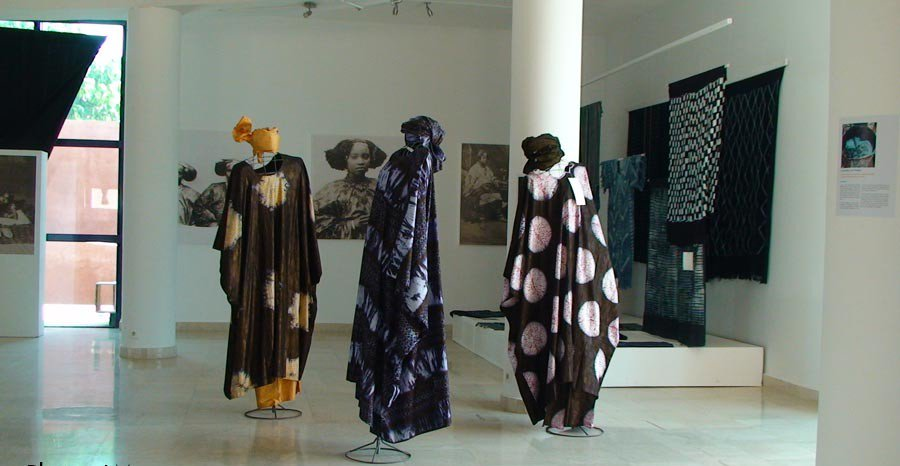
Museo de la mujer Henriette Bathily en la nueva sede de Dakar

fotografías para comprender mejor la vida cotidiana de las mujeres. También se rinde homenaje a las grandes figuras de la emancipación femenina en Senegal entre ellas la novelista Aminata Sow Fall. 
La gran sala en el primer piso ilustra el papel de la mujer en la sociedad tradicional gracias a muchos objetos y accesorios, adornos, objetos espirituales (gris-gris), objetos cotidianos (calabazas), fotos en blanco y negro. Luego se dedica una sección a mujeres famosas contemporáneas que han marcado a Senegal como Aminata Fall, cantante de jazz o Yaye Amy Seck, campeona mundial de karate junior en 1996.  
La visita termina con la proyección de un cortometraje de Ousmane William Baye, Dial Diali, en el que el director levanta el velo sobre la intimidad de las mujeres senegalesas. La planta baja alberga exposiciones temporales, renovadas cada seis meses. 

## Mujeres destacadas de Senegal
Yacine Boubou, Aline Sitoe Diatta, Ndjembeut Mbodj, Ndatté Yall, Sokhna Diarra Bousso, Anne Marie Javoueh, Germaine Legoff.  